# Antoine de Beaulieu
Antoine de Beaulieu, död 1663, var en adlig fransk balettdansare och balettmästare. Han var dansmästare vid det svenska hovet i Stockholm 1637–1663 och anses vara grundaren av den svenska (hov)baletten.
Ett av de viktigaste tecknen på bildning var då att kunna föra sig rätt och kunna alla de gester som ansågs höra till ett korrekt uppträdande, och det lärde man sig genom att träna balett, som sågs som en träning för adelspojkar att kunna föra sig inom ridning och fäktning. Den franska ambassadören i Stockholm klagade för änkedrottning Maria Eleonora över den svenska adelns brist på hyfs och föreslog att Beaulieu, som då var i England, skulle anställas. Han anställdes vid Riddarhuset 1637, och året efter sade han sig ha "putsat upp" hela hovet och arrangerade på uppdrag av Eleonora Katarina av Pfalz baletten Des plaisirs de la vie des enfants sans souci för Eleonora Kristina, ett slags dansdrama med 15 inträden, diktuppläsning och grand ballet, där Beaulieu själv dansade med män och pojkar ut adeln, bl.a. Magnus Gabriel De la Gardie och Karl X Gustav. Fram till 1654 gjorde han omkring tjugotal baletter vid hovet, ofta entrébaletter. 1651 uppfördes kröningsbaletten Le Parnasse Triumphant med Beualieu, Jacques de sonnes (des ausnes) och deras söner samt adelsmän. 
Beaulieu stal under ett besök i Vadstena klosterkyrka 1645 Sankta Ingrid av Skänninges kranium från ett relikskrin i tron att det var Heliga Birgittas kranium. Han blev därefter rädd att som enda katolik i sällskapet misstänkas för brottet och överlämnade tre år efter kraniet till den fransk ambassadör Gaspard Coignet de la Thullerie. Denne tog med sig kraniet till Frankrike och skänkte det kort före sin död till kyrkan i Courson-les-Carrières i Bourgogne. Kraniet gavs 1959 till birgittinerklosteret i Uden i Holland, där det i dag ställs ut som Heliga Birgittas kranium.